# Hammaren av Göteborg
Hammaren av Göteborg var ett svenskbyggt motorfartyg som sänktes av en ubåt under andra världskriget.

## Fartygets historik
Hammaren sjösattes den 14 december 1929 vid Götaverken och sattes i fart på den så kallade Sydafrikalinjen den 8 februari 1930. 1934 hade Hammaren avverkat 304 000 M och passerat ekvatorn 34 gånger samt transporterat 102 000 ton styckegods och 18 000 standarder trä. Efter ockupationen av Norge gick Hammaren utanför Skagerackspärren och låg vid jultid 1941 i Liverpool.

## Torpederingen
Den 22 augusti 1942 i rutt från Liverpool till Bahia blev Hammaren beskjuten med granater av en ubåt och fattade eld. De saknade dödades förmodligen direkt av beskjutningen då de aldrig återfanns. De överlevande tog sig till livbåtarna. Babords livbåt kantrade på grund av skador och dess besättning räddades av styrbords livbåt. Ubåten sköt därefter en torped som sänkte fartyget. Livbåten lyckades sätta segel och nådde efter cirka fem timmar Bahia. En del av de räddade hade fått brännskador och lades in på sjukhus varefter styrman Forslund avled efter tio dagar.